# Vornholz
Vornholz ist eine Ortschaft und auf dem Gebiet der gleichnamigen Katastralgemeinde. Die ehemalige Gemeinde hat 642 Einwohner (Stand 1. Jänner 2024) und liegt im Nordosten der Steiermark in Österreich im Gerichtsbezirk Fürstenfeld und im politischen Bezirk Hartberg-Fürstenfeld. Seit 1. Jänner 2015 ist sie im Rahmen der steiermärkischen Gemeindestrukturreform mit den Gemeinden Vorau, Puchegg, Schachen bei Vorau und Riegersberg zusammengeschlossen, die neue Gemeinde führt den Namen „Vorau“ weiter.

## Geografie

### Gliederung
Die Gemeinde bestand aus einer einzigen Katastralgemeinde bzw. gleichnamigen Ortschaft. Ortsteile sind Dörfl, Eben, Holzbauern, Im Berg und Reiherbach sowie mehrere Einzellagen.

## Politik

### Gemeinderat

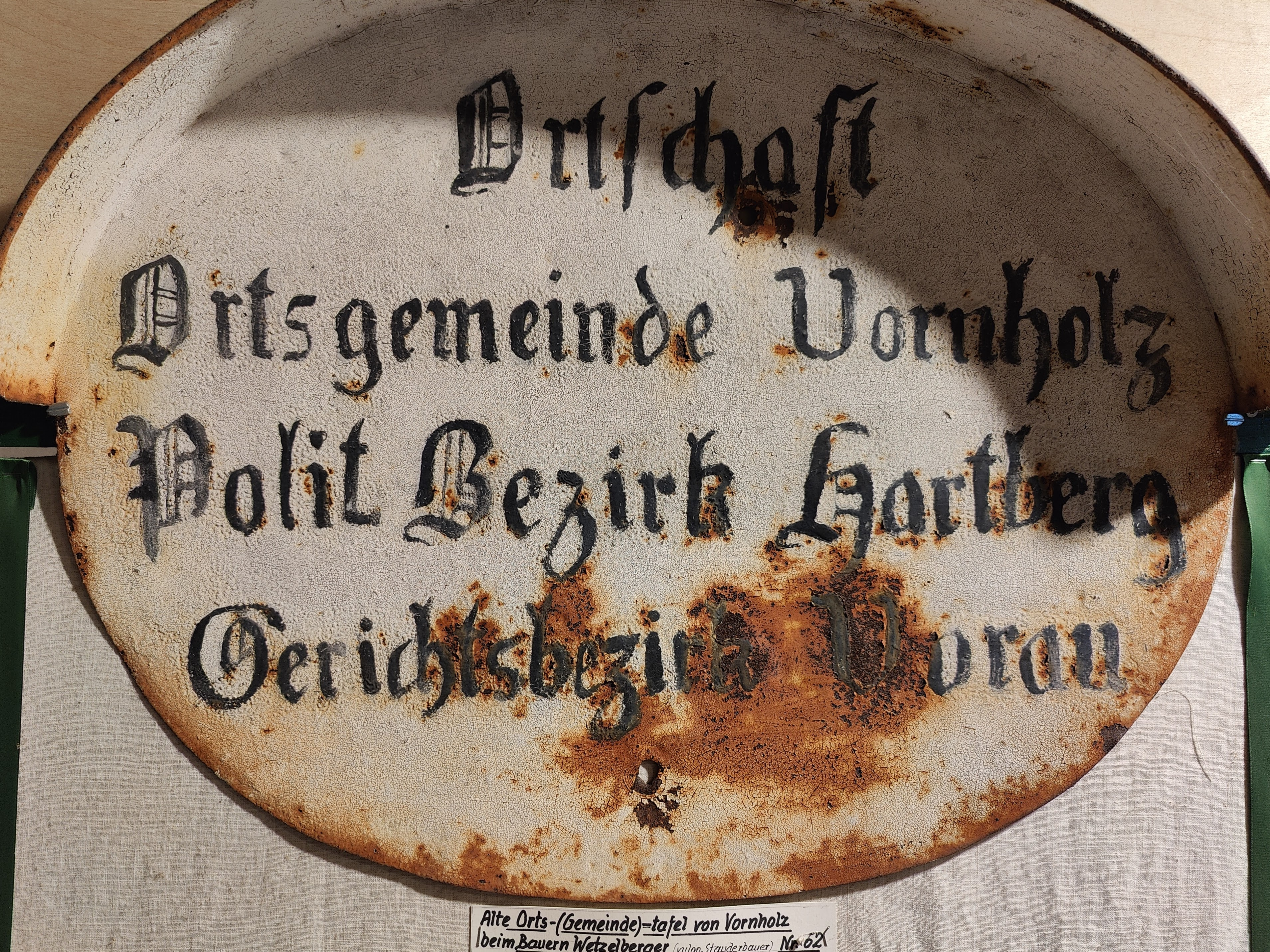
Ortschaftstafel Vornholz, als eigenständige Gemeinde

Der letzte Gemeinderat bestand aus neun Mitgliedern, seit der Gemeinderatswahl 2010 sind alle Mandate der ÖVP zuzuordnen.

### Bürgermeister
Letzter Bürgermeister war Josef Glatz.

### Wappen
Blasonierung:
„Von Silber und Grün gespalten im vorderen Feld zehn blaue Flachsblüten mit grünen beblätterten Stengeln in vier Reihen (3:2:3:2), im hinteren Feld zwei silberne Astpfähle.“
Die Flachsblüten drücken aus, dass Vornholz eine Gemeinde mit Flachsanbau und Leinenerzeugung war, die Astpfähle den Nutzholzstamm. Die Flachsblüten vor dem Holz ergeben in bildlicher Darstellung den Gemeindenamen Vornholz.

## Persönlichkeiten

### Ehrenbürger
- 1923: Prosper Berger (1876–1953), Augustiner-Chorherr, Propst des Stiftes Vorau 1920–1953[3]
- 1963: Gilbert Prenner (1914–1996), Augustiner-Chorherr, Propst des Stiftes Vorau 1953–1970[4]
- 1999: Rupert Kroisleitner (* 1939), Augustiner-Chorherr, Propst des Stiftes Vorau 1970–2000[5]